# Spanische Badminton-Mannschaftsmeisterschaft 2016/17
Die Spanische Badminton-Mannschaftsmeisterschaft 2016/17 war die 31. Auflage der Teamtitelkämpfe in Spanien. Sie startete am 10. September 2016 und endete am 11. März 2017. Meister wurde Recreativo de Huelva-IES La Orden.

## Teilnehmende Mannschaften
| Team                  | Ort          | Spielstätte                                                  |
| --------------------- | ------------ | ------------------------------------------------------------ |
| CB IES La Orden       | Huelva       | Palacio de Deportes de Huelva y Polideportivo Andrés Estrada |
| CB Rinconada          | La Rinconada | Pabellón Fernando Martín                                     |
| CB Oviedo             | Oviedo       | Polideportivo Corredoria Arena                               |
| CB Pitiús             | Ibiza        | Polideportivo Insular Blancadona                             |
| CB Benalmádena        | Benalmádena  | Polideportivo Arroyo de la Miel                              |
| CB Arjonilla          | Arjonilla    | Pabellón Municipal de Arjonilla                              |
| AE Granollers         | Granollers   | Pavelló Municipal del Congost                                |
| Mercapinturas Almería | Almería      | Polideportivo José A. Segura                                 |

## Endstand nach Vorrunde
| N. | Team                            | Punkte | Spiele | Siege | Remis | Niederlagen | Spielverh. | Sätze   | Spielpunkte |
| -- | ------------------------------- | ------ | ------ | ----- | ----- | ----------- | ---------- | ------- | ----------- |
| 1  | CB IES La Orden                 | 36     | 14     | 12    | 0     | 2           | 65-33      | 135-86  | 3996-3605   |
| 2  | CB Rinconada                    | 33     | 14     | 11    | 0     | 3           | 66-32      | 145-74  | 4116-3551   |
| 3  | CB Benalmádena                  | 30     | 14     | 10    | 0     | 4           | 56-42      | 126-101 | 4113-3896   |
| 4  | CB Oviedo                       | 24     | 14     | 8     | 0     | 6           | 59-39      | 126-94  | 3988-3660   |
| 5  | CB Pitius                       | 21     | 14     | 7     | 0     | 7           | 49-49      | 116-110 | 406-3915    |
| 6  | CB Arjonilla                    | 12     | 14     | 4     | 0     | 10          | 37-61      | 91-133  | 3795-4125   |
| 7  | Associaciò Granollers Esportiva | 9      | 14     | 3     | 0     | 11          | 37-61      | 87-136  | 3612-4143   |
| 8  | Mercapinturas Almería           | 3      | 14     | 1     | 0     | 13          | 23-75      | 62-154  | 3353-4139   |

## Finale
| Team 1                            | Ergebnis | Team 2              | Hin | Rück |
| --------------------------------- | -------- | ------------------- | --- | ---- |
| Recreativo de Huelva-IES La Orden | 9-5      | Soderinsa Rinconada | 6-1 | 3-4  |